# Dowa Aliogbogo
Dowa Aliogbogo est un quartier situé dans le 5e arrondissement de la commune de Porto-Novo dans le département de l'Ouémé au Bénin.

## Géographie

### Localisation
Dowa Aliogbogo est situé dans le 5e arrondissement à l'ouest de la commune de Porto-Novo, capitale de la république du Bénin.

### Administration
Dowa Aliogbogo est une subdivision administrative du Bénin. C'est l'un des 15 quartiers que compte le 5e arrondissement de Porto-Novo.

## Population et société

### Démographie
La population est composée de plusieurs ethnies et groupes socioculturels. Il s'agit notamment des Gouns et des Yorubas avec plus de 80% de la population, et forment les groupes dominants. On y rencontre également les ethnies comme les Ajas, Dendis, Toffins, Minas, okpas, Sèto et Tori,.

### Économie
La population, pour ses sources de revenus, mène des activités agricoles et la pêche et le commerce.[réf. nécessaire]